# Chansons interdites
Pour plus de détails, voir Fiche technique et Distribution.
Chansons interdites (Zakazane piosenki) est un film polonais réalisé par Leonard Buczkowski sorti en 1947.

## Fiche technique
- Titre : Chansons interdites
- Titre original : Zakazane piosenki
- Réalisation : Leonard Buczkowski
- Scénario : Ludwik Starski
- Société de Production : Przedsiębiorstwo Państwowe Film Polski w Łodzi
- Musique : Roman Palester
- Photographie : Adolf Forbert
- Montage : Róża Pstrokońska
- Costumes : Władysław Osiński
- Pays d'origine :  Pologne
- Format :
- Genre :
- Durée : 97 minutes
- Dates de sortie : 
  - Pologne : 8 janvier 1947
  - France : 20 décembre 1950

## Distribution
- Danuta Szaflarska – Halina Tokarska
- Jerzy Duszyński – Roman Tokarski
- Jan Świderski – Ryszard
- Janina Ordężanka – mère de Halina et Roman
- Jan Kurnakowicz – Cieślak
- Stanisław Łapiński
- Zofia Jamry – Maria Kędziorek
- Konstanty Pągowski
- Józef Maliszewski
- Hanna Bielicka
- Alina Janowska
- Zofia Mrozowska
- Leon Pietraszkiewicz
- Czesław Piaskowski
- Stanisława Piasecka
- Bronisław Darski
- Helena Puchniewska
- Ludwik Tatarski
- Kazimierz Wichniarz
- Jarosław Skulski
- Edward Dziewoński
- Henryk Szweizer
- Feliks Żukowski
- Henryk Modrzewski
- Henryk Borowski
- Stefan Śródka
- Igor Śmiałowski
- Zdzisław Lubelski
- Artur Młodnicki
- Adam Mikołajewski
- Maria Bielicka
- Bolesław Bolkowski
- Janina Draczewska
- Andrzej Łapicki
- Wanda Jakubińska
- Kazimierz Dejunowicz
- Marian Dąbrowski
- Witold Sadowy